# Sierpińského koberec

Sierpińského koberec

Sierpińského koberec je fraktální útvar vytvořený rekurzivním odstraňováním čtverců z plochy. Své jméno dostal podle svého objevitele Wacława Sierpińského, který ho poprvé popsal v roce 1916.
Tento fraktál je zobecněním Cantorovy množiny do dvou rozměrů.
Získáme ho tak, že ze čtverce odstraníme 1/9 obsahu, a ze zbylých 8 částí z nichž každá má obsah 1/9 původního obsahu stejným způsobem odstraníme 1/9 jejich obsahu. Tento postup je opakován donekonečna.
Logickou úvahou, limitami nebo výpočtem pomocí součtu nekonečných řad můžeme zjistit, že Sierpińského koberec má nulový obsah.
Sierpińského koberec má fraktální dimenzi rovnou {\displaystyle {\tfrac {\ln 8}{\ln 3}}\approx 1,8928}.
Prostorovým zobecněním je Mengerova houba.